# Kathrin Ortlieb
Kathrin Ortlieb is een Oostenrijkse waterskiester.

## Levensloop
Ortlieb startte met waterskiën op haar 6 jaar.
In 2009 werd ze wereldkampioen in de Formule 2 en in 2014 Europees kampioen in de Formule 1 van het waterski racing.
Haar jongere zus Sabine is ook actief in de sport.

## Palmares
- 2010:  Europees kampioenschap
- 2011:  Wereldkampioenschap
- 2012:  Europees kampioenschap
- 2013:  Wereldkampioenschap
- 2014:  Europees kampioenschap
- 2015:  Wereldkampioenschap
- 2016:  Europees kampioenschap
- 2017:  Wereldkampioenschap

Formule 2
- 2008:  Europees kampioenschap
- 2009:  Wereldkampioenschap